# Ermelindo Lottermann
Ermelindo Lottermann (Itapoá, 1944 — Gravataí, 10 de fevereiro de 2013) foi um padre católico que se notabilizou por sua atuação na cidade de Cachoeirinha, município do estado do Rio Grande do Sul.

## Carreira religiosa
Lottermann ordenou-se em 2 de julho de 1977, após ter realizado o curso ginasial no Seminário São José em Gravataí, e formar-se em filosofia e teologia no Seminário Maior de Viamão.
Iniciou seu ministério em Osório até 1980, quando se tornou pároco de Santo Antônio da Patrulha e de Gravataí, de 1986 até 2009, ocasião em que participou de diversos movimentos católicos, como o Objetivo Novo de Apostolado ("Onda"), o Curso de Liderança Juvenil e Cenáculo de Maria, entre outros; foi também secretário municipal de Cidadania e Assistência Social em Cachoeirinha, de 2001 a 2004.

## Doença e morte
Em razão de sua frágil saúde em setembro de 2009 afastou-se de suas funções, retirando-se para o Lar Sacerdotal de Gravataí. Ali recebeu da Assembleia Legislativa do Rio Grande do Sul a Medalha da 52ª Legislatura em reconhecimento por seus trabalhos sociais.
Em 2010 Lottermann recebeu cinco pontes de safena; mesmo doente, participou no ano seguinte da inauguração da Comunidade Terapêutica Reviver, uma clínica destinada ao tratamento de jovens dependentes químicos, em Cachoeirinha. A entidade é fruto do trabalho do padre junto aos viciados, realizado anos antes.
Em 13 de dezembro de 2012 foi internado no Hospital Dom João Becker, daquela cidade, onde veio finalmente a falecer, após 35 anos de sacerdócio, de falência múltipla de órgãos.
Velado inicialmente no seminário em que se formou, o corpo foi depois para a Paróquia São Vicente de Paulo e, finalmente, sepultado no Cemitério São José do Maratá, na cidade de São José do Sul, onde morava sua família, com a presença dos bispos Dom Jaime Spengler e Dom Paulo de Conto e do Arcebispo de Porto Alegre, Dom Dadeus Grings.

## Homenagens
Além da medalha legislativa, em 2014 foi proposto que a Praça da Matriz de Cachoeirinha recebesse o seu nome, em reconhecimento por seu trabalho social ali efetuado.